# Historia de la provincia de Tierra del Fuego, Antártida e Islas del Atlántico Sur

Bandera de la Provincia de Tierra del Fuego, Antártida e Islas del Atlántico Sur.

La Provincia de Tierra del Fuego, Antártida e Islas del Atlántico Sur es la más joven de las provincias argentinas. Su historia está formada por la porción argentina de la Isla Grande de Tierra del Fuego y sus islas adyacentes, de las Islas Malvinas, de las Georgias del Sur, de las Sandwich del Sur y de la Antártida Argentina, cuyas trayectorias han divergido significativamente a lo largo de la historia. Las islas Malvinas, Georgias y Sandwich permanecen actualmente bajo administración del Reino Unido de Gran Bretaña e Irlanda del Norte, siendo reclamada su soberanía por la República Argentina.

## Antecedentes

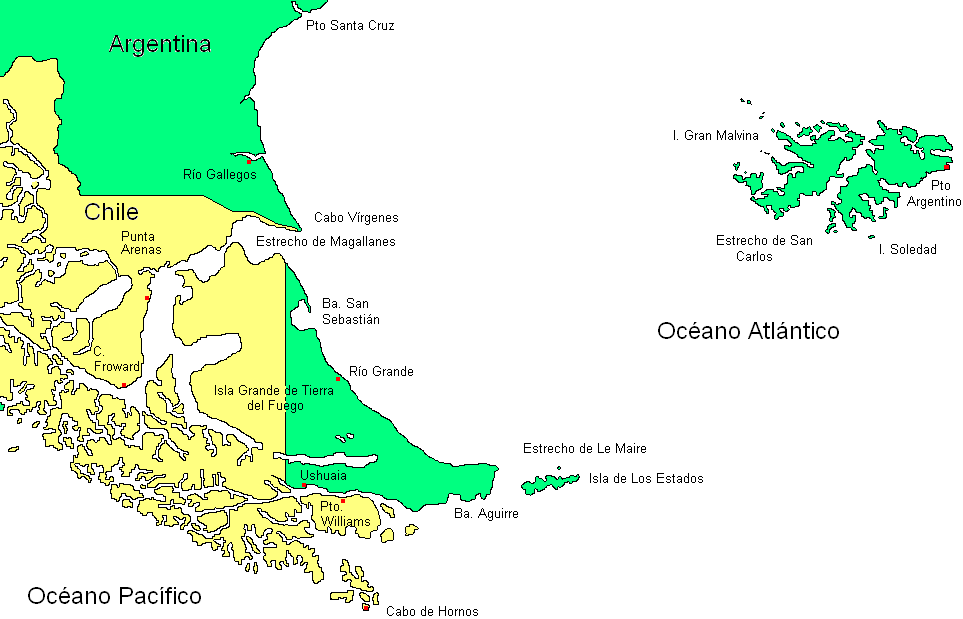
Tierra del Fuego.

La Isla Grande de Tierra del Fuego estaba habitada desde hace aproximadamente 10 000 años, por varios grupos indígenas: los yámanas o yaganes, los haush o manneken y los selknams (shelknam u onas), siendo los dos últimos integrantes del complejo tehuelches. 
Los primeros europeos en explorar el territorio en 1520 fueron los marinos de la expedición española comandada por Fernando de Magallanes. En 1555 Juan de Alderete intentó una conquista pero debió renunciar al intento, lo mismo que Pedro Sarmiento de Gamboa forzado por las inclemencias del tiempo. A inicios de siglo XVII el español Francisco de Hoces observó que la Tierra del Fuego era un archipiélago nucleado en una gran isla y no parte de la costa de la Terra Australis Incognita. Poco después, según algunas fuentes, Gabriel de Castilla descubrió la Antártida. En 1616, la isla Grande fue recorrida por los holandeses Jacob Le Maire y Cornelius Willem Schouten. En los siguientes tres siglos distintos grupos expedicionarios ingleses, franceses y españoles recorrieron la zona. Entre 1826 y 1830, Fitz Roy junto a Charles Darwin descubrieron una nueva ruta interoceánica, el canal Beagle.
El decreto dictado por el Gobierno de Buenos Aires el 10 de junio de 1829 estableció la creación de la Comandancia Política y Militar de las Islas Malvinas, incluyendo a las islas adyacentes al cabo de Hornos en el Atlántico. En 1833 se produjo la invasión de las islas Malvinas por parte del Reino Unido.

Mapa de la disputa de la Patagonia Oriental, Tierra del Fuego y el estrecho de Magallanes entre Argentina y Chile (1842-1881).

A mediados del siglo XIX Luis Piedrabuena comenzó a explorar regularmente Tierra del Fuego e instaló un apostadero en San Juan de Salvamento, ubicado en la isla de los Estados. En la década de 1870, llegó a la isla un grupo de misioneros anglicanos liderados por Thomas Bridges. Éste aceptó la soberanía argentina sobre la misión que fundara en Ushuaia. Poco después, misioneros católicos salesianos fundaron Río Grande, aceptando también la soberanía de la Argentina, la cual quedó consolidada desde la década de 1880 en el sector oriental de la Tierra del Fuego.
Desde el 11 de octubre de 1878 la zona quedó integrada nominalmente en la Gobernación de la Patagonia, que fue creada por la ley N.º 954, ya que su límite sur fue fijado en el cabo de Hornos. 
A medida que la exploración y colonización se aceleraba, la vida de los indígenas sufría gravísimas perturbaciones, a partir de 1880 millares de indígenas fueron masacrados por bandas de asesinos a sueldo al servicio de las nacientes estancias de propiedad de inmigrantes ingleses y croatas. Ramón Lista, Alexander McLennan, Julio Popper y otros dieron lugar al Genocidio selk'nam, que se prolongó hasta bien entrada la década de 1920. 
Por el tratado de 1881 y el protocolo de 1893 se estableció un límite seco y totalmente geodésico entre la Argentina y Chile en la isla Grande de Tierra del Fuego: el meridiano 68º36'38''. En 1884, una expedición argentina al mando del comodoro Augusto Lasserre llegó a la zona y fundó el 25 de mayo la Subprefectura Marítima y el Faro de San Juan de Salvamento en la isla de los Estados y el 12 de octubre fundó la ciudad de Ushuaia. El primer gobernador designado por las autoridades nacionales fue el entonces teniente de fragata Félix Mariano Paz, quien inició su mandato el 25 de noviembre de 1884. Una de sus primeras acciones fue crear la comisaría de San Sebastián, donde Julio Popper, contraviniendo las leyes nacionales en su establecimiento aurífero “El Páramo”, ejercía como autoridad policial y había creado monedas y estampillas postales propias.

## Territorio Nacional de la Tierra del Fuego
El 16 de octubre de 1884 el gobierno dictó la ley N° 1532 de Organización de los territorios nacionales por la cual el extenso territorio patagónico fue dividido, creándose el Territorio Nacional de la Tierra del Fuego. Los límites de la Gobernación de la Tierra del Fuego fueron fijados como los "naturales, según tratado del 23 de julio de 1881, y además de los Estados".
El 18 de agosto de 1943 el presidente general Pedro P. Ramírez firmó el decreto-ley N° 5626 por el que se establecía:

El Gobierno del Territorio Nacional de la Tierra del Fuego con la Isla de los Estados será ejercido por un Oficial Superior de la Armada, en servicio activo, nombrado por el Poder Ejecutivo a propuesta del Ministerio de Marina, con el título de Gobernador Marítimo del Territorio de la Tierra del Fuego.

El 7 de abril de 1948 por decreto N° 9905, se estableció la dependencia política-administrativa del Sector Antártico Argentino del Gobernador Marítimo del Territorio Nacional de Tierra del Fuego.
Durante el gobierno de Juan Domingo Perón, el 28 de junio de 1955 por ley N° 14408 se provincializaron los Territorios Nacionales, creándose una provincia con la Tierra del Fuego y Santa Cruz, pero no se llevó a efecto. Por decreto N° 11.429 del 20 de julio de 1955 esa provincia pasó a llamarse Provincia de Patagonia, "hasta tanto se pronuncien las correspondientes convenciones constituyentes".
Durante el gobierno de Pedro Eugenio Aramburu, mediante decreto-ley N° 21178 del 22 de noviembre de 1956 la Provincia de Patagonia fue limitada al territorio de Santa Cruz y tomó el nombre de Provincia de Santa Cruz.
El 28 de febrero de 1957 el decreto-ley N° 2191 restableció el Territorio Nacional de la Tierra del Fuego, Antártida e Islas del Atlántico Sur, fijando sus límites:

Artículo 2°. El territorio Nacional de la Tierra del fuego, Antártida e Islas del Atlántico Sud comprende: la parte oriental de la isla Grande y demás islas del archipiélago de la Tierra del Fuego e Islas de los Estados y Año Nuevo, conforme a los límites fijados por el tratado del 23 de julio de 1881, las Islas Malvinas, las Islas Georgias del Sur, las Islas Sandwich del Sur y el sector Antártico Argentino comprendido entre los meridianos 25 Oeste y 74 Oeste y el paralelo 60º Sur.

El 25 de abril de 1961 la ley N° 15802 ratificó el Tratado Antártico, suscripto entre los 12 países con actividad antártica.
La zona al sur del canal Beagle fue motivo de una prolongado contencioso entre los estados de Argentina y Chile, especialmente en relación con la posesión de tres pequeñas islas: Picton, Lennox y Nueva, las cuales fueron otorgadas a Chile por laudo de la monarquía británica en 1977. Luego de ser declarado nulo el laudo por el gobierno argentino, la mediación del papa Juan Pablo II (siendo principal mediador el cardenal Antonio Samoré) fue aceptada por ambos países y culminó con la firma del Tratado de paz y amistad entre Chile y Argentina el 29 de noviembre de 1984.

## Provincialización
El 15 de abril de 1986 el presidente Raúl Alfonsín presentó un proyecto de ley en la Cámara de Diputados, por el cual propiciaba la provincialización del Territorio Nacional sin incluir a las islas reclamadas del Atlántico Sur ni al sector antártico. Ello motivó que la Legislatura fueguina emitiera una resolución el 29 de abril de 1986 pidiendo que la nueva provincia se erigiera incorporando a la misma la totalidad de la actual jurisdicción del territorio nacional de la Tierra del Fuego, Antártida e Islas del Atlántico Sur.
El 14 de mayo de 1986 Alfonsín envió un nuevo proyecto que pretendía incluir en la ley de provincialización: 

El territorio del sector antártico argentino, las islas Malvinas, las Islas Georgias del Sur y las Islas Sandwich del Sur mantendrán su actual estado de territorio nacional, que se denominará territorio nacional de la Antártida e Islas del Atlántico Sur.

 El 1 de octubre de 1986 el proyecto recibió media sanción de la Cámara de Diputados, con el agregado de que cuando se den las condiciones de recuperación y ejercicio indiscutido de la soberanía nacional, se considerará la posibilidad de integrar a Tierra del Fuego con la Antártida y las Islas del Atlántico Sur.
El 21 de septiembre de 1988 el proyecto fue aprobado en el Senado, con el agregado de que esos últimos territorios se incorporarían a la provincia y quedarían sujetos a los tratados con potencias extranjeras que celebre el gobierno federal. El 26 de abril de 1990 la Cámara de Diputados aprobó las modificaciones del Senado convirtiéndose en la ley N° 23775. Pero el nuevo presidente, Carlos Menem, vetó parcialmente la ley mediante el decreto 905/90 del 10 de mayo de 1990, borrando del artículo N° 1 toda referencia a los límites, naciendo la nueva provincia con los límites que tenía como territorio nacional desde 1957, sin ser especificados por la nueva ley, ni actualizados los límites con Chile.

ARTICULO 1º.- Declárase provincia conforme a lo dispuesto en los artículos 13 y 67 inciso 14 de la Constitución Nacional, al actual territorio nacional de la Tierra del Fuego, Antártida e Islas del Atlántico Sur.

ARTICULO 2º.- En lo que se refiere a la Antártida, Malvinas, Georgias del Sur, Sandwich del Sur y demás islas subantárticas, la nueva provincia queda sujeta a los tratados con potencias extranjeras que celebre el gobierno federal, para cuya ratificación no será necesario consultar al gobierno provincial.
Ley N° 23775

Menem dictó el Decreto N.º 1491/90 de convocatoria a elecciones para la Convención Constituyente que debía redactar la Constitución provincial. La cual se reunió por primera vez el 7 de enero de 1991. La Constitución provincial fue sancionada en Ushuaia por los 19 convencionales que la redactaron el 17 de mayo de 1991, entrando en vigencia con su publicación en el Boletín Oficial el 28 de mayo y siendo jurada el 1 de junio. El 1 de diciembre de 1991 fue realizada la elección de legisladores nacionales y provinciales, autoridades municipales y de gobernador, pero el 29 de diciembre fue realizada una segunda vuelta electoral en la que fue elegido como primer gobernador provincial el candidato del Movimiento Popular Fueguino, José Estabillo. El 10 de enero de 1992 fue establecida la provincia con la asunción de las autoridades.

### Matrimonio igualitario
En diciembre de 2009 se constituyó el primer enlace matrimonial entre dos personas del mismo sexo permitiendo un ligero avance en la libertad de expresión y física.